# Hugo Ehrenfest
Hugo Ehrenfest, né le 13 mars 1870 à Vienne et décédé le 24 mars 1942 à Saint-Louis, est un professeur d'obstétrique et co-éditeur de l'American Journal of Obstetrics and Gynecology (AJOG). Il est issu d'une famille d'origine juive. Il est le frère aîné du physicien théoricien Paul Ehrenfest.

## Carrière universitaire
Après avoir obtenu son doctorat de médecine à l'université de Vienne en 1894, Hugo Ehrenfest fut l'assistant du professeur Schauta à la clinique obstétricale Allgemeine Krankenhaus jusqu'en 1899.
Il émigre aux États-Unis en 1900 pour intégrer l'Université de Saint-Louis. En 1904 il y est nommé professeur-adjoint de gynécologie-obstétrique. En 1907, il a été élu membre de la Société américaine de gynécologie, puis vice-président en 1921. Il fut également membre de l'Association centrale des obstétriciens et gynécologues et de la Société gynécologique de Saint-Louis.
En 1922 il est promu professeur agrégé d'obstétrique et de gynécologie à l'université de médecine de Washington. En 1936 il y obtient le titre de professeur émérite. Il exerçait parallèlement à l'Hôpital Juif, à la maternité de Saint-Louis et à l'hôpital Barnes.
Le 18 février 1931 Hugo Ehrenfest a présenté son étude sur la relation du traumatisme de la naissance sur la mortalité néonatale et la morbidité infantile lors de la Conférence de la Maison-Blanche pour la prévention et la protection de la santé infantile, qui s'est tenue à Washington.

## Co-éditeur de l'AJOG
En 1920, Hugo Ehrenfest devient associé-directeur de la revue médicale American Journal of Obstetrics and Gynecology (AJOG), qui fut créé la même année, puis co-éditeur. Il a notamment développé la rubrique dédiée aux publications médicales internationales. Il restera éditeur de la revue jusqu'à sa mort.

## Travaux scientifiques
En tant que scientifique, Hugo Ehrenfest a focalisé ses recherches sur le traumatisme cérébral occasionné par la naissance. En 1922, il a publié le volume Birth Injury of the Child, intégré à une collection encyclopédique regroupant les connaissances obstétriques, éditée par Appleton.
Il a également publié des travaux sur la fièvre puerpérale et sur l'éclampsie.

### Publications

#### Sur le traumatisme cérébral de la naissance
- 1921 : (en) Hugo Ehrenfest, « Intracranial birth trauma of the newborn from the standpoint of the obstetrician. », American Journal of Obstetrics and Gyneocology, vol. 27, no 2,‎ 1921, p. 103-107
- 1922 : (en) Hugo Ehrenfest, « Better obstetrics and the problem of the birth injuries of the newborn infant. », American Journal of Obstetrics and Gyneocology,‎ 1922 (DOI 10.1016/S0002-9378(15)32668-5)
- 1923 : (en) Hugo Ehrenfest, « The causation of intracranial hemorrhages in the newborn. », American Journal of Diseases of Children,‎ 1923 (DOI 10.1001/archpedi.1923.04120180002001)
- 1925 : (en) Hugo Ehrenfest, « New information concerning the causation and the sequelae of intracranial birth lesions. », American Journal of Obstetrics and Gyneocology,‎ 1925 (DOI 10.1016/S0002-9378(25)90608-4)
- 1929 : (en) Hugo Ehrenfest, « Can intracranial birth injury be prevented ? », Journal of the American Medical Association,‎ 1929 (DOI 10.1001/jama.1929.02700280001001)
- 1931 : (en) Hugo Ehrenfest, « Factors and causes of fetal, newly born, and maternal morbidity and mortality. », American Journal of Obstetrics and Gyneocology,‎ 1931 (DOI 10.1016/S0002-9378(15)30551-2)
- 1932 : (en) Hugo Ehrenfest, « The relation of birth trauma to neonatal mortality and infant morbidity. », American Journal of Diseases of Children,‎ 1932 (DOI 10.1001/archpedi.1932.01950020158017)

#### Autres
- 1906 : (en) Hugo Ehrenfest, « A simple device for irrigation of the bladder. », Journal of the American Medical Association,‎ 1906 (DOI 10.1001/jama.1906.62510430019003b)
- 1916 : (en) Hugo Ehrenfest, « Syphilis of the internal genital organs in the female. », Syphilis in its relation to obstetrical & gynecological practise.,‎ 1916 (OCLC 84181675)
- 1921 : (en) Hugo Ehrenfest, « Nitrous oxide-oxygen analgesia and anesthesia in normal labor and operative obstetrics. », American Journal of Obstetrics and Gynecology,‎ 1921 (DOI 10.1016/S0002-9378(21)90172-8)
- 1933 : (en) Hugo Ehrenfest, « Acute epidemic poliomyelitis complicating pregnancy. », Journal of the American Medical Association,‎ 1933 (DOI 10.1001/jama.1933.02740390053028)
- 1934 : (en) Hugo Ehrenfest, « Treatment of Pyelonephritis during pregnancy. », American Journal of Obstetrics and Gynecology,‎ 1934 (DOI 10.1016/S0002-9378(34)91080-2)
- 1942 : (en) Hugo Ehrenfest, « The effect of pregnancy and the puerperal state on the growth of malignant tumors. », American Journal of Obstetrics and Gynecology,‎ 1942 (DOI 10.1016/S0002-9378(42)91056-1)

### Ouvrages
- 1912 : (en) Hugo Ehrenfest, The Midwife in the United States., Saint-Louis, Interstate Medical Journal, 1912 (OCLC 1255619374)
- 1922 : (en) Ehrenfest, Birth injuries of the child., New York, Londres, D.Appleton and Company, coll. « Gynecological and obstetrical monographs », 1922 (OCLC 9743531)
- 1926 : (en) Hugo Ehrenfest et Robert Koehler, The Therapy of Puerperal Fever., Londres, Henry Kimpton, 1926 (OCLC 29663022)
- 1933 : (en) Hugo Ehrenfest, Fetal, newborn and maternal morbidity and mortality., New York, Appleton, coll. « White House Conference on Child Health and Protection », 1933 (OCLC 251382376)

## Sources
1. ↑  (en) Fred.J Taussig, « In memoriam Hugo Ehrenfest (1870-1942) », American Journal of Obstetrics and Gynecology (AJOG),‎ 1942 (DOI 10.1016/S0002-9378(42)90472-1)
2. ↑  (en) Hugo Ehrenfest, « The relation of birth trauma to neonatal mortality and infant morbidity. », American Journal of Diseases of Children,‎ 1932 (DOI 10.1001/archpedi.1932.01950020158017)
3. ↑  (en) George.W Kosmak, « A tribute to Hugo Ehrenfest », American Journal of Obstetrics and Gynecology (AJOG),‎ 1942 (DOI 10.1016/S0002-9378(42)90473-3).